# Кладо, Николай Лаврентьевич
Николай Лаврентьевич Кладо (1862—1919) — историк и теоретик русского флота, профессор (1910) Морского корпуса, Николаевской морской и Инженерной академий, генерал-майор (1912 год) по Адмиралтейству, моряк-писатель.

## Биография
Из дворян, уроженец Тверской губернии. Потомственный моряк, его дед и отец служили на Черноморском флоте. Отец Николая, морской артиллерист, защитник Севастополя, после Крымской войны был переведен во Владивосток, где закладывалась морская база. Николай Кладо в 1875 году поступил в Морское училище (впоследствии — Морской корпус) воспитанником. 1 ноября 1879 года считается началом его действительной службы. 5 декабря 1879 его произвели в унтер-офицеры, а через год — в фельдфебели. 12 апреля 1881 года он стал гардемарином и за отличные успеваемость и поведение получил премию адмирала Рикорда в 300 рублей. 31 мая 1882 года произведен в чин мичмана. Затем окончил Механическое отделение в Николаевской морской академии (1886).
В 1886—1889 и 1892—1895 годах — преподаватель математики Морского корпуса. 1 января 1888 года произведен в чин лейтенанта. Флаг-офицер начальника отряда судов Корпуса.
С 1889 года — флаг-офицер начальника эскадры на Тихом океане вице-адмирала П. Н. Назимова. На крейсере «Память Азова» совершил кругосветное путешествие с цесаревичем Николаем II.
Плавая на французском крейсере «Latouche-Treville», прослушал курс французских морских наук под руководством адмирала Фурнье, исполнял все практические работы и участвовал в больших манёврах французского флота. Позже читал лекции морских наук в офицерской артиллерийской школе в Царском Селе. 19 октября 1900 года перечислен в чин капитана по Адмиралтейству со старшинством в чине с 1 января 1894 года. 1 апреля 1901 года произведен в чин подполковника по Адмиралтейству. 13 января 1903 года назначен старшим офицером учебного судна «Березань» с перечислением в чин капитана 2-го ранга.
С 1896 года — также преподавал, кроме Морского корпуса, в Николаевской морской академии («науки, к морской войне относящиеся»: тактику, стратегию, историю и т. п.), одновременно читал лекции в Академии Генштаба и в Инженерной академии. Впервые в России ввёл в программу обучения курс истории военно-морского искусства. В 1901 вышла книга Кладо «Современная морская война» — анализ всех последних морских войн в мире и попытка определить общую динамику и направление развития флота, его роль, возможности в характере войн будущих. Основной вывод книги: «Стремление к овладению морем и сильный наступательный флот». По выходе книги в свет Кладо получил прозвище «русский Мэхэн».
Во время русско-японской войны 1904—1905 годов Кладо прочел серию публичных лекций «о важной роли флота» в Санкт-Петербурге, Варшаве, Москве, Гельсингфорсе и других городах.
В апреле 1904 года в чине капитана 2-го ранга был назначен начальником военно-морских сообщений — начальником военно-морского отдела штаба командующего флотом Тихого океана. С назначением адмирала Н. И. Скрыдлова командующим флотом Тихого океана, Кладо поехал с ним в Порт-Артур, но блокада последнего принудила его направиться во Владивосток, где он принял участие в редактировании данных, относящихся к набегам отряда быстроходных крейсеров. Участвовал в планировании операций Владивостокского отряда крейсеров.
В августе 1904 года Кладо возвратился в Санкт-Петербург и участвовал в подготовке к переходу 2-й Тихоокеанской эскадры на Дальний Восток. Со 2-й эскадрой отправился 14 октября на броненосце «Князь Суворов», в должности 2-го флаг-капитана, но из Виго был послан для дачи свидетельских показаний относительно Гулльского инцидента (I Доп. т., 640).
В ноябре 1904 года напечатал в «Новом Времени» ряд статей: «После ухода 2-й тихоокеанской эскадры», под псевдонимом «Прибой». В статьях и публичных лекциях, публиковавшихся под псевдонимом «Прибой», критиковал высшее морское командование за плохую подготовку 2-й Тихоокеанской эскадры, за что в мае 1905 года уволен со службы.
В 1906 году возвращен на флот и в качестве профессора читал лекции в Морской и Инженерной академиях. 22 апреля 1907 года произведен в чин полковника по Адмиралтейству. 21 августа 1910 года назначен ординарным профессором Николаевской Морской академии.
Первым в русском флоте исследовал вопросы боевого использования авиации при ведении войны на море. Был постоянным автором «Морского сборника», писал статьи для 23-томной «Военной энциклопедии» и для 15-томной «Истории русской армии и флота». Одновременно возглавлял отдел военно-морской истории в редакции «Военной энциклопедии Сытина». В ноябре 1916 года стал заслуженным профессором Морской академии.
Николаю Кладо принадлежит приоритет в разработке вопросов общей теории стратегического применения флота, то есть — морской стратегии в России.
В мае 1917 года был единогласно избран офицерами на должность начальника Морской академии (занимал эту должность по июль 1919 года) с сохранением за ним руководства преподаванием курса стратегии. Одновременно был начальником управления военно-морскими учебными заведениями. С сентября 1918 года — председатель Военно-морской исторической комиссии по исследованию опыта войны на море в 1914—1918 годах.
Николай Лаврентьевич умер внезапно, при весьма загадочных обстоятельствах, 10 июля 1919 года в 2 часа 30 минут от паралича сердца. По официальной версии, паралич наступил в результате заболевания холерой. В тот же день было выписано охранное свидетельство, в котором предупреждалось: «Квартира Н. Л. Кладо находится под охраной комиссара ВМУЗ, без ведома и согласия которого воспрещается вывоз какого бы то ни было имущества из означенной квартиры, а равно какие бы то ни было посещения её для разбора и ознакомления с означенным имуществом». Фактически это был арест имущества.

## Награды
- Орден Святого Владимира III степени (1913);
- Орден Святого Владимира IV степени (1.11.1904) с мечами и бантом (22.11.1904);
- Орден Святой Анны II степени (1903);
- Орден Святой Анны III степени;
- Орден Святого Станислава I степени (6.12.1915);
- Орден Святого Станислава II степени (1897);
- Орден Святого Станислава III степени;
- Орден Спасителя Королевского Креста V степени (Греция);
- Орден Сиамской Короны 4-го класса (Сиам);
- Орден Восходящего солнца IV степени (1901, Япония);
- Орден Почётного легиона Кавалерского Креста (Франция);

## Труды
Автор более 100 трудов по морской стратегии, тактике, военно-морской истории и истории военно-морского искусства.
- «Военные действия на море во время японо-китайской войны» (Санкт-Петербург, 1896);
- «История военно-морского искусства» (литографированный курс, Санкт-Петербург, 1897);
- «Организация морской силы» (Санкт-Петербург, 1900; переведено на французский язык);
- «Основы современного военно-морского дела» (Санкт-Петербург, 1901);
- «Современная морская артиллерия» (Санкт-Петербург, 1903);
- «Сила и состав современного флота» (Санкт-Петербург, 1903);
- «После ухода 2-й тихоокеанской эскадры» (1904, «Новое Время»);
- «Современная морская война. Морские заметки о русско-японской войне» (Санкт-Петербург, 1905; переведено на английский язык — Klado N. The Russian navy in the Russo-Japanese war. — London: G. Bell, 1905.);
- Введение в курс истории военно-морского искусства. СПб., 1910;
- О приморских крепостях с точки зрения флота. Кронштадт, 1910;
- Этюды по стратегии. Пг., 1914.
- Морская тактика.
- О теории в военном деле.